# Maytenus floribunda
Maytenus floribunda är en benvedsväxtart som beskrevs av Reiss. Maytenus floribunda ingår i släktet Maytenus och familjen Celastraceae. Inga underarter finns listade.